# PTP4A3
PTP4A3 (англ. Protein tyrosine phosphatase type IVA, member 3) – білок, який кодується однойменним геном, розташованим у людей на короткому плечі 8-ї хромосоми. Довжина поліпептидного ланцюга білка становить 173 амінокислот, а молекулярна маса — 19 535.
| 10         |  | 20         |  | 30         |  | 40         |  | 50         |
| ---------- |  | ---------- |  | ---------- |  | ---------- |  | ---------- |
| MARMNRPAPV |  | EVSYKHMRFL |  | ITHNPTNATL |  | STFIEDLKKY |  | GATTVVRVCE |
| VTYDKTPLEK |  | DGITVVDWPF |  | DDGAPPPGKV |  | VEDWLSLVKA |  | KFCEAPGSCV |
| AVHCVAGLGR |  | APVLVALALI |  | ESGMKYEDAI |  | QFIRQKRRGA |  | INSKQLTYLE |
| KYRPKQRLRF |  | KDPHTHKTRC |  | CVM        |  |            |  |            |

A: Аланін

C: Цистеїн

D: Аспарагінова кислота

E: Глутамінова кислота

F: Фенілаланін

G: Гліцин

H: Гістидин

I: Ізолейцин

K: Лізин

L: Лейцин

M: Метіонін

N: Аспарагін

P: Пролін

Q: Глутамін

R: Аргінін

S: Серин

T: Треонін

V: Валін

W: Триптофан

Кодований геном білок за функціями належить до гідролаз, протеїн-фосфатаз. 
Задіяний у такому біологічному процесі, як альтернативний сплайсинг. 
Локалізований у клітинній мембрані, мембрані, ендосомах.